# Бас
Бас (італ. basso — «низький») — низький чоловічий голос (діапазон від «мі» великої октави до «мі» («фа-дієз») першої октави).

## Основні різновиди
Баси поділяються в основному на:
1. Бас профундо — голос глибокого та темного звучання з потужними низькими нотами. У хоровому співі називається "центральним" басом.  (приклад М. Михайлов (старший) або Дж. Гайнц).
2. Бас кантанте — другий тип сценічного баса. Порівняно з басом профундо має легший низ і водночас яскравий металевий верх.
3. Баритональни
4. Октавіст - найнижчий різновид басу з діапазоном від ля контроктави до ля малої октави. Найчастіше використовують у православних хорах.

У хорах поділяють на «перші» (як правило — баритони), та «другі» баси (Bass I, Bass II).

## Проблеми класифікації
В оперній і концертній літературі розподіл на типи голосів хоча й існує, однак є дуже розпливчастим: наприклад «Пісня старого бурша» з опери М. Іполлітова-Іванова «Ася» хоча і написана для «низького» баса, однак її виконують і «високі» баси. Так само і партію Кончака з «Князя Ігоря» виконують і високі баси. Скажімо Є. Нестеренко, соліст Великого театру в Москві, хоча і є «високим» басом, але був одним з найкращих Кончаків. Інколи високі баси співають партії, які були написані для баритона (Ескамільо, Папагено, Томський, Ігор). І навпаки, інколи низькі баритони співають басові партії (зазвичай буффоні, тобто комічні) з опер Россіні, Моцарта, Доніцетті тощо. Більшість провідних партій у операх Вагнера (Вотан, Альберіх, Голландець, Закс) та Р. Штрауса (Вчитель музики, Барак, Іоанн, тощо) написані для бас-баритона, проміжного голосу між басом та баритоном. Цей голос темніший від звичайного баритона і має проміжний діапазон приблизно від «соль» великої октави до «фа-дієза» першої октави. Твори для такого типу голосу найчастіше зустрічаються у доробках німецькомовних композиторів (напр. Моцарт, Вебер, Вагнер, Шенберг, Рім). Інколи бас-баритон плутають з високим басом (бас кантанте / basso cantante). Хоча вони подібні за звучанням, одначе це два різні типи голосів.

## Деякі найвідоміші басові партії
- Виборний (Наталка Полтавка)
- Тарас Бульба (Тарас Бульба)
- Борис Годунов
- Король Рене
- Філіпп II (Дон Карлос)
- Зарастро (Чарівна флейта)
- Іван Сусанін
- Кончак
- Максим Кривоніс (Богдан Хмельницький)
- Дон Базиліо (Севільський цирульник)
- Фігаро (Весілля Фігаро)
- Барон Окс (Кавалер троянди)
- Фальстаф (Віндзорські пустунки, Отто Ніколаї)
- Каспар (Вільний стрілець)

## Українські баси
- Гмиря Борис Романович
- Пухальський Олександр
- Паторжинський Іван Сергійович
- Донець Михайло Іванович
- Бутенко Іван Пилипович
- Стефанович Михайло Павлович
- Частій Микола Андрійович
- Червонюк Євген Іванович
- Швець Михайло
- Кікоть Андрій Іванович
- Кочерга Анатолій Іванович
- Швидкий Вадим Семенович

## Інші значення терміна
- Музичний інструмент низького звучання:
  - бас-кларнет,
  - тромбон
  - туба
  - труба басова,
  - бас-саксофон
  - контрабас,
  - бас-гітара (бас),
  - бас-барабан,
  - басоля (бас)).
- Найнижча музична партія в музиці багатоголосного складу
- Найнижчий звук в акорді